# Ilmajoki
Ilmajoki este o comună din Finlanda.